# Paialvo
Paialvo é uma povoação portuguesa sede da Freguesia de Paialvo do Município de Tomar, freguesia com 22,26 km² de área.
Igreja Nova de Paialvo actualmente conhecida simplesmente por Paialvo foi vila e sede de concelho até 1836. 
Além da sede, a Freguesia de Paialvo é constituída pelas localidades: Bexiga, Carrascal, Carrazede, Casal Barreleiro, Charneca da Peralva, Curvaceiras, Delongo, Fontaínhas, Mouchões, Peralva, Soudos e Vila Nova.

## Formação e Administração
Até 1769, a freguesia de Igreja Nova de Paialvo fazia parte do termo de Torres Novas. Através do alvará de 2 de maio de 1769, foi elevada a concelho sob a administração de Lourenço da Câmara Coutinho, almotacé-mor do reino.
De 1789 até à extinção do concelho, o território foi doado ao 1.º e 2.º condes de Linhares. O concelho foi dissolvido pelo decreto de 6 de novembro de 1836, tornando-se uma freguesia do concelho de Tomar.

## Relações Eclesiásticas
Originalmente, a freguesia de Nossa Senhora da Conceição de Paialvo pertencia ao arciprestado de Torres Novas até à dissolução do Isento de Tomar. Atualmente, faz parte da diocese de Santarém, no arciprestado de Tomar.

## História Arquivística
Os documentos originais da freguesia estiveram sob custódia da igreja paroquial até 1859. O decreto de 19 de agosto de 1859 ordenou que os registos paroquiais fossem arquivados nas Câmaras Eclesiásticas, mantendo os duplicados nas paróquias. Mais tarde, o decreto de 18 de fevereiro de 1911, que implementou o registo civil obrigatório, transferiu os documentos para as Conservatórias do Registo Civil. Em 1916, foi criado o Arquivo dos Registos Paroquiais, anexo ao Arquivo Nacional, posteriormente movido para várias localizações até se estabelecer no Arquivo Nacional da Torre do Tombo em 1990. O Arquivo Distrital de Santarém começou a funcionar em 1974, com alguns documentos ainda em posse do Arquivo Distrital de Lisboa.

### Origem do Topónimo
A lenda sugere que o nome Paialvo deriva de uma figura histórica chamada Paio Alves. A cidade romana de Concórdia, situada perto de A-De-Longo, estendia-se até à Ribeira de Beselga e os seus habitantes eram conhecidos como Concordenses.

### Alvará de 1454
O alvará de 1454, emitido pelo Infante D. Henrique, permitia aos moradores de Paialvo pagar as primícias em Santarém, onde vendiam os seus produtos. O alvará determinava que os moradores que lavrassem em Santarém pagassem as suas primícias lá, sem serem constrangidos a pagar em Tomar.

### Confrarias
A freguesia abrigava duas confrarias: a Confraria de Paialvo e a Confraria de Bexiga, ambas criadas em 1502. Estas confrarias promoviam a ajuda mútua entre os confrades, especialmente em tempos de necessidade.

### Foral e Extinção do Concelho
Paialvo recebeu seu foral em 1500, ganhando autonomia com Câmara, Cadeia e Pelourinho. Embora legalmente extinto em 1836, o concelho de Paialvo continuou a operar até fevereiro de 1837. Após a extinção, a freguesia passou a fazer parte do concelho de Tomar. Documentos do concelho foram perdidos num incêndio após serem depositados na Câmara de Torres Novas.

### Autonomia e Extinção
A freguesia de Igreja Nova de Paialvo, outrora com 361 fogos e 1019 habitantes em 1757, viu sua igreja construída em 1774. A área ocupada pela freguesia manteve-se a mesma desde o século XVIII. Originalmente parte do concelho de Torres Novas, passou para Tomar após a dissolução do concelho em 1836.

### Senhorialidade
Entre 1798 e 1857, Paialvo foi um território senhorial. O título de Conde de Linhares foi criado em 1798 pelo Príncipe Regente D. João, com o senhorio concedido a D. Rodrigo Domingos de Sousa Coutinho. O último donatário foi D. Vitório Maria Francisco de Sousa Coutinho, falecido em 1857.

## Demografia
A população registada nos censos foi:
| Distribuição da População por Grupos Etários | Distribuição da População por Grupos Etários | Distribuição da População por Grupos Etários | Distribuição da População por Grupos Etários | Distribuição da População por Grupos Etários |
| -------------------------------------------- | -------------------------------------------- | -------------------------------------------- | -------------------------------------------- | -------------------------------------------- |
| Ano                                          | 0-14 Anos                                    | 15-24 Anos                                   | 25-64 Anos                                   | > 65 Anos                                    |
| 2001                                         | 388                                          | 374                                          | 1398                                         | 690                                          |
| 2011                                         | 303                                          | 254                                          | 1283                                         | 759                                          |
| 2021                                         | 227                                          | 190                                          | 1044                                         | 773                                          |

## Património
- Pelourinho de Paialvo

A freguesia possui ainda sete capelas e a Igreja Matriz.